# Распопова, Валентина Александровна
Валентина Александровна Распопова  (род. 1906) — советский врач-педиатр. Герой Социалистического Труда (1978).

## Биография
Родилась в 1906 году в городе Самарканд, Самаркандской области.
С 1930 года после окончания  медицинского факультета Среднеазиатского государственного университета — работала врачом в медицинских учреждениях Таджикской ССР.
С 1941 по 1945 годы в период Великой Отечественной войны, работала — главным врачом в Ташкентской детской больнице.
С 1945 и в последующие годы работала — заведующей отделением больницы №2 и  врачом-педиатром Центральной поликлиники Четвёртого Главного управления при Министерстве здравоохранения Узбекской ССР в городе Ташкенте.
14 апреля 1951 года, 11 февраля 1961 года и 20 июля 1971 года Указом Президиума Верховного Совета СССР «за трудовое отличие и высокие трудовые достижения» Валентина Александровна Распопова награждалась — Орденом Знак Почёта, Орденом Ленина и Орденом Трудового Красного Знамени.
23 октября 1978 года  Указом Президиума Верховного Совета СССР «за большие заслуги в развитии народного здравоохранения» Валентина Александровна Распопова была удостоена звания Героя Социалистического Труда с вручением Ордена Ленина и золотой медали «Серп и Молот».
После выхода на пенсию жила в Ташкентской области.

## Награды
- Медаль «Серп и Молот» (23.10.1978)
- Орден Ленина (11.02.1961, 23.10.1978)
- Орден Трудового Красного Знамени (20.07.1971)
- Орден Знак Почёта (14.04.1951)
- Медаль «За трудовое отличие» (11.03.1976)
- Медаль «За доблестный труд в Великой Отечественной войне 1941—1945 гг.»